# Historia Salonitana
«Historia Salonitanorum atque Spalatinorum pontificum» (хорв. Povijest biskupa Salone i Splita, «История епископов Салоны и Сплита»), также известная под более кратким названием «Historia Salonitana», представляет собой хронику архидиакона Фомы 13 века, содержащую важную информацию о ранней истории хорватов.
Впервые она был опубликована Иоганном Луциусом. Расширенная версия этой работы, известная как Historia Salonitana maior, была известна ещё в XVI веке, а критические издания обоих были переизданы Надой Клаич в 1967 году.
Хроника сообщает о приходе хорватов:
Из польских земель, называемых Лингонией, под предводительством Тотило прибыли семь или восемь племён. Когда они увидели, что хорватская земля пригодна для проживания, потому что в ней было мало римских колоний, они искали и добились своего герцога... Народ этот назывался хорватами... Многие называют их готами, а также славянами, по особому имени прибывших из Польши и Богемии.
Это свидетельство можно считать более похожим на те сведения, которые содержатся в трактате Константина Багрянородного «Об управлении империей», чем на ту версию, которая приводится в летописи попа Дуклянина.
В хронике отмечается, что ко времени правления византийского императора Ираклия и папы Иоанна IV некоторые из хорватов уже были обращены в христианство. Оба этих человека умерли в середине VII века, что позволяет сделать предположение о том, что хорваты поселились на берегах Адриатики где-то в начале того же века.
Кроме того, летопись содержит дополнительные сведения о хорватских королях Дмитаре Звонимире и Петре Крешимире IV.
Летопись сохранила часть утраченных текстов Адама Парижанина о священномучениках Святого Домна и Анастасии.